# Rayan Fofana
Rayan Fofana (* 12. Februar 2006 in Paris) ist ein französisch-ivorischer Fußballspieler, der beim RC Lens in der Ligue 1 spielt.

## Karriere
Fofana wechselte im Sommer 2019 von seinem Ausbildungsverein Espérance Paris 19e aus dem 19. Arrondissement ins Nachwuchsleistungszentrum des RC Lens. In der Saison 2021/22 traf er bereits zweimal in neun Ligaeinsätzen für die B-Junioren in der Championnat National U17. 2022/23 schoss er dort acht Tore in sechs Spielen und konnte für die U19-Mannschaft in der Liga neun Treffer in zwölf Einsätzen erzielen. Zur Saison 2023/24 setzte sich Fofana bei den A-Junioren durch, spielte 23 Ligaspiele, wobei er 16 Mal traf und kam auch in der UEFA Youth League zu drei Treffern in fünf Partien. Zudem absolvierte er in der National 3 für die Reservemannschaft seine ersten Minuten im Herrenbereich. Nach einer Verletzung Anfang der Saison 2024/25 unterzeichnete er im Oktober 2024 seinen ersten Profivertrag bei dem Verein. Anschließend spielte er zunächst weiter in der Jugend und für die Reservemannschaft. Am 1. März 2025 (24. Spieltag) kam er bei einer 3:4-Niederlage gegen den Le Havre AC zu seinem Debüt in der Ligue 1, nachdem er in der Nachspielzeit eingewechselt wurde.